# Alessio I di Bentheim-Steinfurt
Alessio di Bentheim-Steinfurt, II principe di Bentheim-Steinfurt (tedesco: Alexius Fridrich, 2.Fürst zu Bentheim und Steinfurt; 20 gennaio 1781 – 3 novembre 1866), era un membro del Casato di Bentheim-Steinfurt.

## Vita
Discendeva dal ramo più giovane del Casato di Bentheim-Steinfurt. Suo padre era il Principe Luigi di Bentheim e Steinfurt; sua madre era Giuliana Guglielmina di Schleswig-Holstein-Sonderburg-Glücksburg, figlia del Duca Federico di Schleswig-Holstein-Sonderburg-Glücksburg (1701-1766).
Studiò a Marburgo sotto Johann Stephan Pütter. Nel 1817, successe a suo padre come Principe di Bentheim e Steinfurt. Nel 1821, la linea di Bentheim-Tecklenburg-Rheda della famiglia lo citò in giudizio, affermando di avere maggiori diritti sulle contee di Bentheim e Steinfurt. Il caso giudiziario sulle parti del paese in Prussia durò fino al 1829; la disputa in Hannover durò più a lungo. Il Prince Alessio alla fine vinse entrambe le cause.
Per inciso, la contea di Bentheim era stata promessa al Hannover molto prima del suo regno. Nel 1823, Alessio riscattò questo prestito. Cominciò il restauro del fatiscente castello di Bentheim. Costruì una spa intorno alle sorgenti ricche di zolfo nella città di Bentheim. La città avrebbe cambiato il suo nome in Bad Bentheim nel 1979, per riflettere il suo status di stazione termale.
Alessio fu un membro del parlamento provinciale della provincia di Vestfalia prussiana. Nel 1847, diventò membro del Parlamento Unito, che ebbe vita breve. Nel 1854, diventò ufficialmente un membro della camera dei signori di Prussia; però non fu mai un membro attivo.

## Matrimonio e figli
Nel 1811, sposò Guglielmina di Solms-Braunfels. Ebbero sei figli:
- Luigi Guglielmo, III Principe di Bentheim e Steinfurt (1º agosto 1812 - 28 settembre 1890) ere di suo padre, sposò il 27 giugno 1839 la Principessa Berta d'Assia-Philippsthal-Barchfeld, figlia di Carlo, Langravio d'Assia-Philippsthal-Barchfeld;
- Principe Guglielmo di Bentheim e Steinfurt (30 aprile 1814 - 2 luglio 1849);
- Principe Giulio di Bentheim e Steinfurt (21 maggio 1815 - 18 agosto 1857);
- Principe di Bentheim e Steinfurt (10 aprile 1816 - 30 marzo 1854);
- Principessa Giuliana di Bentheim e Steinfurt (16 ottobre 1817 - 12 settembre 1880);
- Principe Ferdinando di Bentheim e Steinfurt (6 luglio 1819 - 28 maggio 1889).

## Ascendenza
|                                                                |                                                                 |                                                             | Genitori                                             |  |  | Nonni |  |  | Bisnonni                                 |  |  | Trisnonni                            |  |
|                                                                |                                                                 |                                                             |                                                      |  |  |       |  |  | Friedrich, conte di Bentheim e Steinfurt |  |  | Ernst, conte di Bentheim e Steinfurt |  |
|                                                                |                                                                 |                                                             |                                                      |  |  |       |  |  | Friedrich, conte di Bentheim e Steinfurt |  |  | Ernst, conte di Bentheim e Steinfurt |  |
|                                                                |                                                                 | Isabella Justine van Horne                                  |                                                      |  |  |       |  |  | Friedrich, conte di Bentheim e Steinfurt |  |  |                                      |  |
| Karl Paul Ernst, conte di Bentheim e Steinfurt                 |                                                                 |                                                             |                                                      |  |  |       |  |  | Friedrich, conte di Bentheim e Steinfurt |  |  |                                      |  |
|                                                                |                                                                 | Franziska Charlotte zur Lippe-Detmold                       | Friedrich Adolf, conte di Lippe-Detmold              |  |  |       |  |  |                                          |  |  |                                      |  |
|                                                                |                                                                 | Franziska Charlotte zur Lippe-Detmold                       | Friedrich Adolf, conte di Lippe-Detmold              |  |  |       |  |  |                                          |  |  |                                      |  |
|                                                                |                                                                 | Franziska Charlotte zur Lippe-Detmold                       | Amalia zu Solms-Hohensolms                           |  |  |       |  |  |                                          |  |  |                                      |  |
| Ludwig, principe di Bentheim e Steinfurt                       |                                                                 | Franziska Charlotte zur Lippe-Detmold                       |                                                      |  |  |       |  |  |                                          |  |  |                                      |  |
|                                                                |                                                                 | Friedrich Wilhelm II, principe di Nassau-Siegen             | Friedrich Wilhelm I Adolf, principe di Nassau-Siegen |  |  |       |  |  |                                          |  |  |                                      |  |
|                                                                |                                                                 | Friedrich Wilhelm II, principe di Nassau-Siegen             | Friedrich Wilhelm I Adolf, principe di Nassau-Siegen |  |  |       |  |  |                                          |  |  |                                      |  |
|                                                                |                                                                 | Friedrich Wilhelm II, principe di Nassau-Siegen             | Franziska von Hessen-Homburg                         |  |  |       |  |  |                                          |  |  |                                      |  |
| Charlotte Sophie von Nassau-Siegen                             |                                                                 | Friedrich Wilhelm II, principe di Nassau-Siegen             |                                                      |  |  |       |  |  |                                          |  |  |                                      |  |
|                                                                |                                                                 | Sophie Polyxena zu Sayn-Wittgenstein und Hohenstein         | August David, conte di Sayn-Wittgenstein-Hohenstein  |  |  |       |  |  |                                          |  |  |                                      |  |
|                                                                |                                                                 | Sophie Polyxena zu Sayn-Wittgenstein und Hohenstein         | August David, conte di Sayn-Wittgenstein-Hohenstein  |  |  |       |  |  |                                          |  |  |                                      |  |
|                                                                |                                                                 | Sophie Polyxena zu Sayn-Wittgenstein und Hohenstein         | Concordia zu Sayn-Wittgenstein-Hohenstein            |  |  |       |  |  |                                          |  |  |                                      |  |
| Alexius I, principe di Bentheim-Steinfurt                      |                                                                 | Sophie Polyxena zu Sayn-Wittgenstein und Hohenstein         |                                                      |  |  |       |  |  |                                          |  |  |                                      |  |
|                                                                | Philipp Ernst, duca di Schleswig-Holstein-Sonderburg-Glücksburg | Christian, duca di Schleswig-Holstein-Sonderburg-Glücksburg |                                                      |  |  |       |  |  |                                          |  |  |                                      |  |
|                                                                | Philipp Ernst, duca di Schleswig-Holstein-Sonderburg-Glücksburg | Christian, duca di Schleswig-Holstein-Sonderburg-Glücksburg |                                                      |  |  |       |  |  |                                          |  |  |                                      |  |
|                                                                | Philipp Ernst, duca di Schleswig-Holstein-Sonderburg-Glücksburg | Agnes Hedwig von Schleswig-Holstein-Sonderburg-Plön         |                                                      |  |  |       |  |  |                                          |  |  |                                      |  |
| Friedrich, duca di Schleswig-Holstein-Sonderburg-Glücksburg    | Philipp Ernst, duca di Schleswig-Holstein-Sonderburg-Glücksburg |                                                             |                                                      |  |  |       |  |  |                                          |  |  |                                      |  |
|                                                                |                                                                 | Christine von Sachsen-Eisenberg                             | Christian, duca di Sassonia-Eisenberg                |  |  |       |  |  |                                          |  |  |                                      |  |
|                                                                |                                                                 | Christine von Sachsen-Eisenberg                             | Christian, duca di Sassonia-Eisenberg                |  |  |       |  |  |                                          |  |  |                                      |  |
|                                                                |                                                                 | Christine von Sachsen-Eisenberg                             | Christiane von Sachsen-Merseburg                     |  |  |       |  |  |                                          |  |  |                                      |  |
| Juliana Wilhelmine zu Schleswig-Holstein-Sonderburg-Glücksburg |                                                                 | Christine von Sachsen-Eisenberg                             |                                                      |  |  |       |  |  |                                          |  |  |                                      |  |
|                                                                |                                                                 | Simon Henrich Adolph, conte di Lippe-Detmold                | Friedrich Adolf, conte di Lippe-Detmold              |  |  |       |  |  |                                          |  |  |                                      |  |
|                                                                |                                                                 | Simon Henrich Adolph, conte di Lippe-Detmold                | Friedrich Adolf, conte di Lippe-Detmold              |  |  |       |  |  |                                          |  |  |                                      |  |
|                                                                |                                                                 | Simon Henrich Adolph, conte di Lippe-Detmold                | Johanna Elisabeth von Nassau-Dillenburg              |  |  |       |  |  |                                          |  |  |                                      |  |
| Henriette Auguste zu Lippe-Detmold                             |                                                                 | Simon Henrich Adolph, conte di Lippe-Detmold                |                                                      |  |  |       |  |  |                                          |  |  |                                      |  |
|                                                                |                                                                 | Johannette Wilhelmine von Nassau-Idstein                    | Georg August, conte di Nassau-Idstein                |  |  |       |  |  |                                          |  |  |                                      |  |
|                                                                |                                                                 | Johannette Wilhelmine von Nassau-Idstein                    | Georg August, conte di Nassau-Idstein                |  |  |       |  |  |                                          |  |  |                                      |  |
|                                                                |                                                                 | Johannette Wilhelmine von Nassau-Idstein                    | Henriette Dorothea zu Oettingen-Oettingen            |  |  |       |  |  |                                          |  |  |                                      |  |
|                                                                |                                                                 | Johannette Wilhelmine von Nassau-Idstein                    |                                                      |  |  |       |  |  |                                          |  |  |                                      |  |

## Fonti
- Christina Rathgeber (ed.): Die Protokolle des Preußischen Staatsministeriums 1817–1934/38, vol. 1: 19. März 1817 bis 30. Dezember 1829, Olms-Weidmann, Hildesheim, 2001, p. 373
- Eduard Vehse: Geschichte der deutschen Höfe seit der Reformation, vol. 40, Hamburg, 1857, p. 320 ff